# 連江縣議會
26°09′48″N 119°57′07″E / 26.1633918°N 119.9519969°E
連江縣議會是中華民國福建省連江縣的最高立法機關，成立於1992年11月7日，中華民國政府宣告金馬地區臨時戒嚴解除，終止戰地政務之時。
第一屆連江縣議會在1994年元月，依據「福建省金門縣連江縣實施地方自治綱要」及「金門縣連江縣議會組織規程」之規定，選舉產生議員九名。目前為第8屆縣議會，於2022年12月25日就任。

## 議員選區及本屆議員
連江縣議會議員由公民直選產生，第八屆連江縣議員任期由2022年到2026年。
| 選舉區   | 範圍   | 席次 | 政黨       | 議員   | 備註         |
| -------- | ------ | ---- | ---------- | ------ | ------------ |
| 第一選區 | 南竿鄉 | 5    | 中國國民黨 | 陳書建 | 連任         |
| 第一選區 | 南竿鄉 | 5    | 無黨籍     | 曹爾章 | 連任         |
| 第一選區 | 南竿鄉 | 5    | 中國國民黨 | 曹丞君 | 新任         |
| 第一選區 | 南竿鄉 | 5    | 中國國民黨 | 林明揚 | 副議長，連任 |
| 第一選區 | 南竿鄉 | 5    | 無黨籍     | 曹以標 | 連任         |
| 第二選區 | 北竿鄉 | 2    | 中國國民黨 | 陳玉發 | 連任         |
| 第二選區 | 北竿鄉 | 2    | 中國國民黨 | 周瑞國 | 連任         |
| 第三選區 | 莒光鄉 | 1    | 中國國民黨 | 陳貽斌 | 連任         |
| 第四選區 | 東引鄉 | 1    | 中國國民黨 | 張永江 | 議長，連任   |

## 歷任正副議長
| 屆別   | 任期           | 任期           | 議長   | 議長       | 副議長 | 副議長     | 備註 |
| 屆別   | 就任日期       | 卸任日期       | 姓名   | 黨籍       | 姓名   | 黨籍       | 備註 |
| ------ | -------------- | -------------- | ------ | ---------- | ------ | ---------- | ---- |
| 第一屆 | 1994年3月1日   | 1998年3月1日   | 陳振清 | 中國國民黨 | 陳寶官 |            |      |
| 第二屆 | 1998年3月1日   | 2002年3月1日   | 陳振清 | 中國國民黨 | 林貽祥 | 中國國民黨 |      |
| 第三屆 | 2002年3月1日   | 2006年3月1日   | 陳振清 | 中國國民黨 | 謝承春 | 無黨籍     |      |
| 第四屆 | 2006年3月1日   | 2010年3月1日   | 陳振清 | 中國國民黨 | 陳貴忠 | 中國國民黨 |      |
| 第五屆 | 2010年3月1日   | 2014年12月25日 | 陳貴忠 | 中國國民黨 | 曹以標 | 無黨籍     |      |
| 第六屆 | 2014年12月25日 | 2018年12月25日 | 張永江 | 無黨籍     | 陳書建 | 中國國民黨 |      |
| 第七屆 | 2018年12月25日 | 2022年12月25日 | 張永江 | 中國國民黨 | 周瑞國 | 中國國民黨 |      |
| 第八屆 | 2022年12月25日 |                | 張永江 | 中國國民黨 | 林明揚 | 中國國民黨 |      |

## 外部連結
- 連江縣議會（中文）（英文）